# Wallowa
Wallowa és una població dels Estats Units a l'estat d'Oregon. Segons el cens del 2000 tenia 869 habitants.

## Demografia
Segons el cens del 2000, Wallowa tenia 869 habitants, 350 habitatges, i 248 famílies. La densitat de població era de 550 habitants per km².
Dels 350 habitatges en un 34,6% hi vivien nens de menys de 18 anys, en un 56,9% hi vivien parelles casades, en un 10,9% dones solteres, i en un 28,9% no eren unitats familiars. En el 26,9% dels habitatges hi vivien persones soles el 14,9% de les quals corresponia a persones de 65 anys o més que vivien soles. El nombre mitjà de persones vivint en cada habitatge era de 2,48 i el nombre mitjà de persones que vivien en cada família era de 3.
Per edats la població es repartia de la següent manera: un 29,8% tenia menys de 18 anys, un 4,3% entre 18 i 24, un 23,1% entre 25 i 44, un 23,9% de 45 a 60 i un 18,9% 65 anys o més.
L'edat mediana era de 41 anys. Per cada 100 dones de 18 o més anys hi havia 92,4 homes.
La renda mediana per habitatge era de 28.603$ i la renda mediana per família de 31.964$. Els homes tenien una renda mediana de 30.313$ mentre que les dones 15.417$. La renda per capita de la població era de 14.203$. Aproximadament el 19,5% de les famílies i el 22% de la població estaven per davall del llindar de pobresa.

## Poblacions més properes
El següent diagrama mostra les poblacions més properes.